# HSTS
HSTS (сокр. от англ. HTTP Strict Transport Security) — механизм, принудительно активирующий защищённое соединение через протокол HTTPS. Данная политика безопасности позволяет сразу же устанавливать безопасное соединение вместо использования HTTP-протокола. Механизм использует особый заголовок Strict-Transport-Security для принудительного использования браузером протокола HTTPS даже в случае перехода по ссылкам с явным указанием протокола HTTP (http://). Механизм описан в RFC6797 в ноябре 2012 года.
HSTS помогает предотвратить часть атак, направленных на перехват соединения между пользователем и веб-сайтом, в частности атаку с понижением степени защиты и угон куки (cookie).
Дополнительную защиту https-соединений предоставляют методы Certificate pinning (хранение списка разрешенных для домена сертификатов или CA в исходных текстах браузера) и HTTP Public Key Pinning. Они предотвращают множество возможностей подмены tls-сертификатов https-сервера.

## Спецификация
Спецификация была разработана и предложена Джеффом Оджом (=JeffH, Paypal), Адамом Бартом (Университет Беркли), Колином Джексоном (Университет Карнеги — Меллон). После обсуждения в рабочей группе IETF WebSec спецификация была принята в качестве RFC 19 ноября 2012 года.

## Механизм
Сервер сообщает о политиках HSTS с помощью специального заголовка при подключении через шифрованный HTTPS (заголовок HSTS при подключении по нешифрованному HTTP игнорируется). Например, сервера Википедии посылают заголовок HSTS со сроком действия 1 год, распространяющийся на все поддомены (Поле max-age указывает срок действия в секундах, величина 31536000 приблизительно соответствует одному году): Strict-Transport-Security: max-age=31536000; includeSubDomains; preload.
Когда сайт применяет политику HSTS, пользовательские браузеры, корректно воспринимающие заголовок HSTS, должны:
1. Автоматически автономно преобразовывать все http-ссылки на данный сайт в https-ссылки. (Например, вместо http://ru.wikipedia.org/wiki/HSTS браузер будет использовать https://ru.wikipedia.org/wiki/HSTS, преобразование произойдет до реального обращения к серверу.)
2. Если безопасность соединения https не может быть проверена (в частности, если TLS-сертификат сервера не подписан доверенным ключом), будет показано сообщение об ошибке, и пользователь будет лишен доступа к сайту[3].

Действующие политики HSTS помогают защитить пользователей сайта от части пассивных и активных атак. Атаки класса MiTM значительно усложняются.

### Статический список HSTS
Исходный вариант HSTS не защищает первое подключение пользователя к сайту. Злоумышленник может легко перехватить первое подключение, если оно происходит по протоколу http. Для борьбы с этой проблемой большинство современных браузеров использует дополнительный статический список сайтов (HSTS preload list), требующих использования протокола https. Такой список составляется авторами Google Chrome/Chromium с 2010 года, на базе него составляются подобные списки для браузеров Microsoft (Edge и Internet Explorer, с 2015 года), Safari и в Mozilla Firefox (с 2012 года). В подобный список по запросу включаются сайты, использующие HSTS-заголовок с максимальным сроком и флагом preload, и не планирующие отказ от https, однако технология плохо масштабируется.
По состоянию на конец 2014 года, в статическом списке находилось более тысячи доменов, из них около четверти — домены Google.

## Использование
- На клиентской стороне
  - Chromium 4 и все браузеры на его основе[11].
  - Firefox 4[12]
  - NoScript[13]
- На стороне сайта (все перечисленные включены в HSTS preload list)[14]:
  - Google
  - Викия
  - PayPal
  - Википедия
  - Twitter

## Отслеживание с помощью HSTS
HSTS может быть использован для трудноподавляемого маркирования браузеров высокоустойчивыми метками (см. также Супер-cookie) независимо от использования режима «инкогнито».
Браузер Mozilla Firefox начиная с версии 85 предоставляет средства противодействия отслеживанию основанному на HSTS-кэшировании.